# Бабна Гора (Шмарє-при-Єлшах)
Бабна Гора (словен. Babna Gora) — поселення в общині Шмарє-при-Єлшах, Савинський регіон, Словенія. 
Висота над рівнем моря: 382,3 м.